# 崔謨
崔谟（?—?），字焕远，号念陵，又号灌园，清朝诗人、官员。

## 生平
乾隆七年（1742年）壬戌科进士，任饶州、袁州府学教授。有《易象合参》一卷、《灌园余事》五卷。夫人许权，字宜媖，清代女诗人，有《问花楼诗集》一卷。